# 북진군
북진군(北鎭郡)은 운산군의 북진면(광복 당시 북진읍)과 위연면, 동신면 좌리, 그리고 녕변군 남송면 6개리를 분리하여 승격한 군이다. 1954년에 운산군에 재병합되었다.

## 교통
북신현역에서 갈라지는 협궤선인 운산선이 있었다.